# Pista dels Masos de la Coma
La Pista dels Masos de la Coma (o de Masos de la Coma, com apareix en alguns mapes) és una pista del terme municipal de Conca de Dalt, al Pallars Jussà, en territori de l'antiga caseria dels Masos de la Coma.
Arrenca de la cruïlla amb la Pista d'Hortoneda i
Pista de Boumort, des d'on surt cap al sud-est per davallar de dret cap a la Coma d'Orient, que travessa de ponent a llevant fins que, al costat est, enllaça amb el Camí dels Canemassos. Una branca d'aquesta pista torna al seu origen més al sud i amunt de la que s'acaba de descriure.

## Etimologia
Es tracta d'un topònim romànic de caràcter descriptiu: pren el nom del lloc on mena, la Coma d'Orient i els Masos de la Coma.